# Îles Huron
Les Îles Huron sont un groupe de huit petites îles rocheuses du lac Supérieur, situées à environ 4,8 km au large de l'embouchure de la rivière Huron (en), dans le nord-ouest du comté de Marquette, États-Unis.Ensemble, ils forment le Huron National Wildlife Refuge, qui a été créé par le président Theodore Roosevelt en 1905. Le refuge est également connu sous le nom de Huron Islands Wildernessset est une unité du Seney National Wildlife Refuge (en), géré par le National Wildlife Refuge. La zone sous-marine autour des îles fait partie de l'unité des îles Huron de la Marquette Underwater Preserve (en) et plusieurs épaves peuvent être visitées par des plongeurs.

## Lighthouse Island
Une seule des îles, connue sous le nom de Lighthouse Island ou West Huron Island, est ouverte au public et n'est accessible que par bateau privé pour une utilisation de jour. Cette île est le site du phare des îles Huron, construit en 1868. Le phare fonctionne toujours, mais est maintenant entièrement automatisé.
Il y a un chemin de randonnée du quai à bateaux à l'extrémité sud de l'île jusqu'au phare. Le chemin continue au-delà du phare jusqu'aux structures et falaises à l'extrémité nord de l'île. L'ensemble du chemin fait un peu plus d'un demi-mile (0,80 km). Le chemin du phare à l'extrémité nord de l'île est assez rustique et est souvent envahi par les broussailles.
Les plus grandes îles sont peu boisées de pins et de bouleaux. Les petites îles sont des affleurements de granit dénudés et abritent une grande colonie de goélands hudsonien et les pygargues à tête blanche nichent également ici.

## Galerie

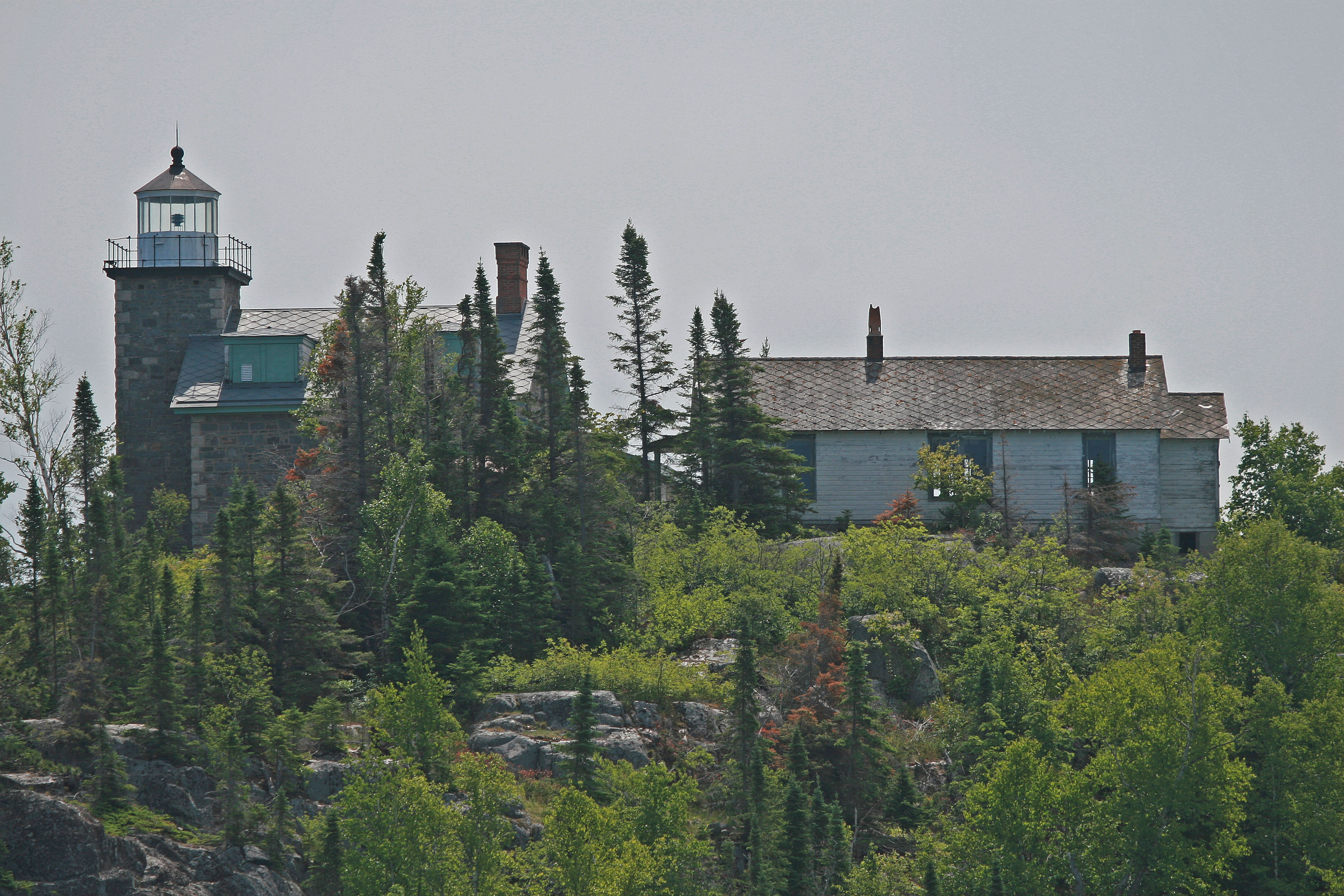
Le phare